# International Flavors & Fragrances
International Flavors & Fragrances (IFF) — американская компания, один из крупнейших в мире производителей ароматизаторов для пищевой и парфюмерной промышленности. IFF образовалась в 1958 году слиянием американской компании Van Ameringen-Haebler с нидерландской Polak & Schwarz’s Essencefabricken.

## История
Один из основных предшественников, компания Morana, был основан в 1909 году в Нью-Йорке. В 1920 году эта компания попала под контроль голландца Арнольда Луиса Ван Америненга. После слияния в 1929 году Morana с другим производителем ароматизаторов, компанией William T. Haebler, образовалась компания Van Ameringen-Haebler, Inc. В 1958 году она объединилась с нидерландской компанией Polak & Schwarz’s Essencefabricken (основанной в 1889 году), в результате получилась International Flavors & Fragrances (IFF, «Международные ароматы и отдушки»). Компания начала быстро развиваться в направлении пищевых ароматизаторов, были открыты новые заводы в Голландии, Швейцарии, Франции и Бразилии.
К началу 1990-х годов оборот компании достиг 1 млрд долларов, однако в конце десятилетия рост резко замедлился из-за обострения конкуренции. Начался период консолидации отрасли. В апреле 2000 года был куплен французский производитель натуральных ароматизаторов Laboratoire Monique Rémy. В ноябре того же года был поглощён американский производитель пищевых ароматизаторов Bush Boake Allen (за 965 млн долларов).
В октябре 2016 года была куплена компания David Michael & Co., она была основана в 1896 году и базировалась в Филадельфии. Через два года, в октябре 2018 года, была куплена израильская компания Frutarom, это приобретение обошлось в 7,1 млрд долларов. В феврале 2021 года завершилось слияние IFF с подразделением ароматизаторов и пищевых добавок компании DuPont.

## Собственники и руководство
Акции компании котируются на Нью-Йоркской фондовой бирже. Крупнейшими акционерами являются The Vanguard Group (США, 12,2 %), Winder Pte. Ltd. (Сингапур, 9,93 %), Sachem Head Capital Management (США, 3,42 %), Geode Capital Management (1,99 %).
- Роджер Фергюсон (Roger W. Ferguson Jr., род. 28 октября 1951 года) — председатель совета директоров с 2017 года; ранее был партнёром в McKinsey & Company (с 1984 по 1997 год), вице-председателем совета Федеральной резервной системы (с 1999 по 2006 год), председателем американского филиала Swiss Re (с 2006 по 2008 год) и генеральным директором TIAA (с 2008 по 2021 год); также член совета директоров Alphabet[9].
- Фрэнк Клайбёрн (Frank Clyburn) — генеральный директор (CEO) с февраля 2022 года, до этого работал в фармацевтических компаниях Sanofi и Merck & Co[10].

## Деятельность
Компания IFF является одним из крупнейших в мире производителей ароматизаторов и отдушек, а также ингредиентов для пищевой, фармацевтической и других отраслей промышленности. Производственные мощности насчитывают 220 предприятий и научно-исследовательских лабораторий в 45 странах мина, включая США, Нидерланды, Испанию, Германию, Индонезию, Турцию, Бразилию, Мексику, Словению, Китай, Индию, Ирландию, Финляндию, Данию, Бельгию, Сингапур и Россию. Подразделения компании по состоянию на 2022 год:
- Nourish — разработка и производство эмульгаторов, подсластителей, консервантов и ароматизаторов для пищевых продуктов, включая снеки, супы, соусы, мясные и молочные продукты, напитки и кондитерские изделия, 55 % выручки;
- Health & Biosciences — производство дрожжей, ферментов, пробиотиков для пищевой промышленности, производства комбикормов, а также ферментов (энзимов) для производства стиральных порошков и других моющих средств, 19 % выручки;
- Scent — производство парфюмерных композиций для косметики, парфюмерии и бытовой химии, а также производство активных ингридиетов для косметики и средств личной гигиены, 18 % выручки;
- Pharma Solutions — производство эксципиентов (вспомогательных веществ) для фармацевтической промышленности, 8 % выручки.

Распределение выручки по регионам: Европа, Африка и Ближний Восток — 34 %, Северная Америка — 31 %, Азиатско-Тихоокеанский регион — 23 %, Латинская Америка — 12 %.
В списке крупнейших публичных компаний мира Forbes Global 2000 за 2023 год IFF заняла 935-е место.

## Основные конкуренты
Основными конкурентами являются:
- Givaudan
- Firmenich[англ.]
- Symrise
- Takasago International Corporation[англ.]